# Corps (Frankrijk)
Corps is een gemeente in het Franse departement Isère (regio Auvergne-Rhône-Alpes) en telt 456 inwoners (2005). De plaats maakt deel uit van het arrondissement Grenoble.
De Route Napoléon loopt door Corps. In de omgeving ligt het bedevaartsoord La Salette.

## Geografie
De oppervlakte van Corps bedraagt 11,1 km², de bevolkingsdichtheid is 41,1 inwoners per km².
De onderstaande kaart toont de ligging van Corps (Frankrijk) met de belangrijkste infrastructuur en aangrenzende gemeenten.

## Demografie
Onderstaande figuur toont het verloop van het inwonertal (bron: INSEE-tellingen).

## Afbeeldingen

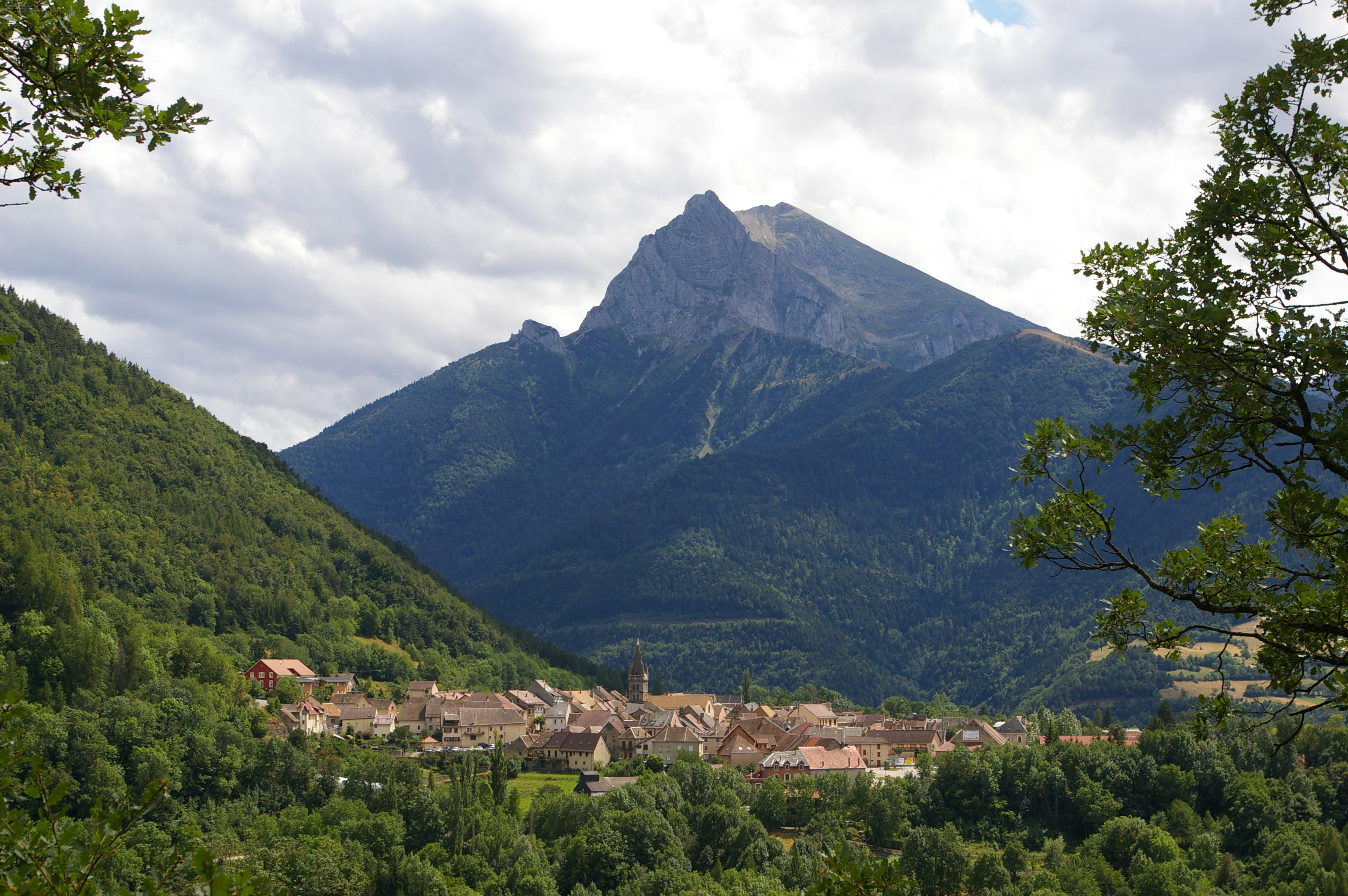
Gezicht op Corps
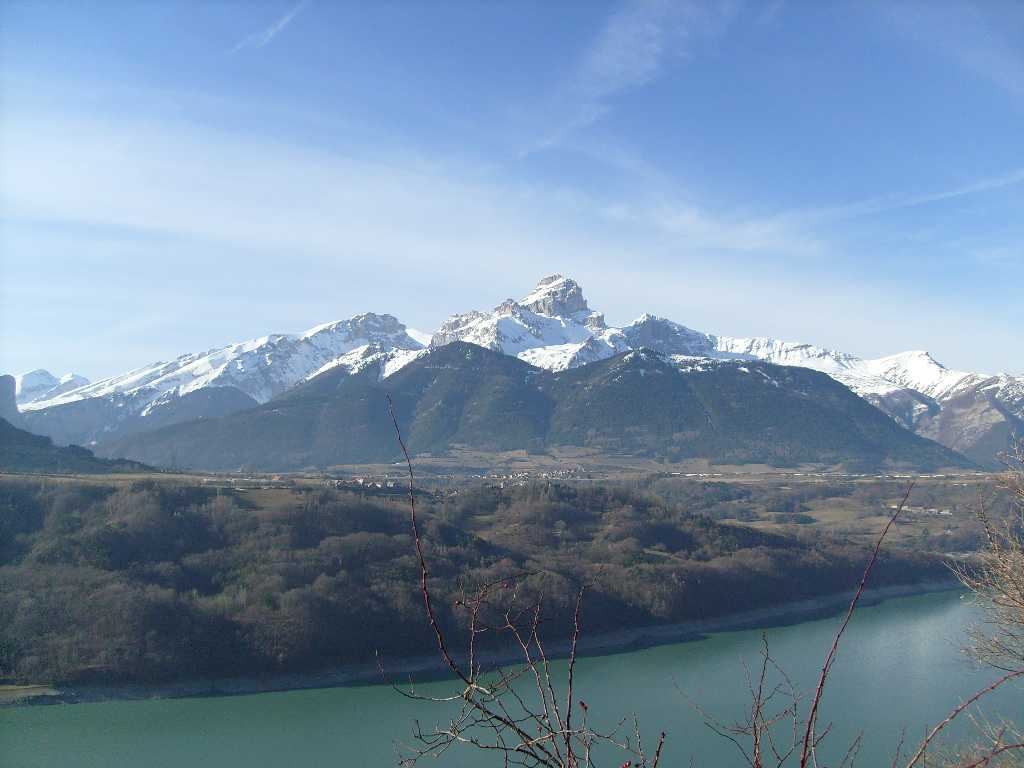
L'Obiou (2789 m)
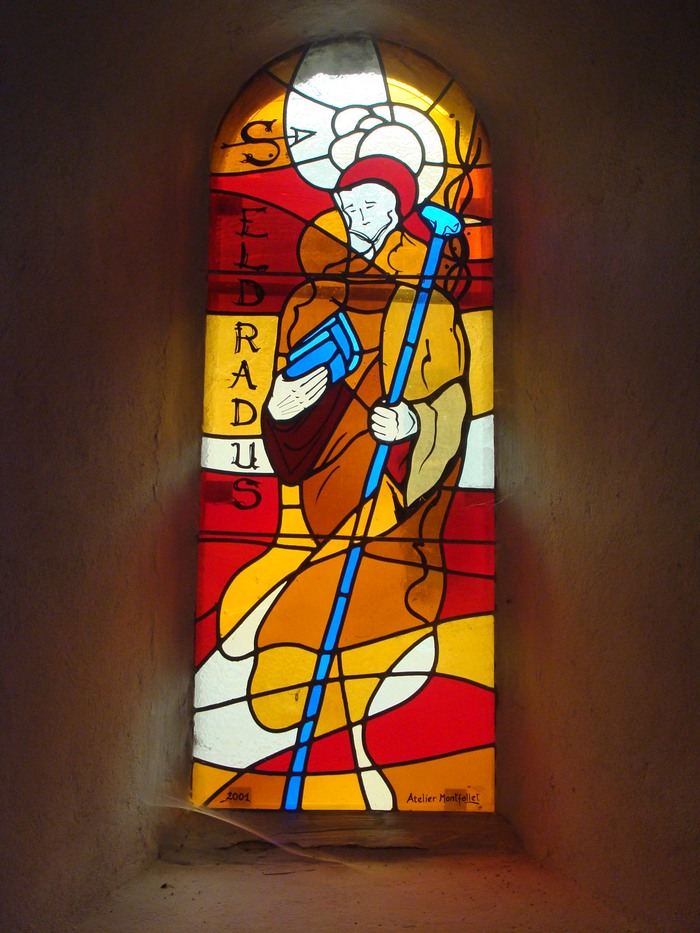
Glas-in-lood
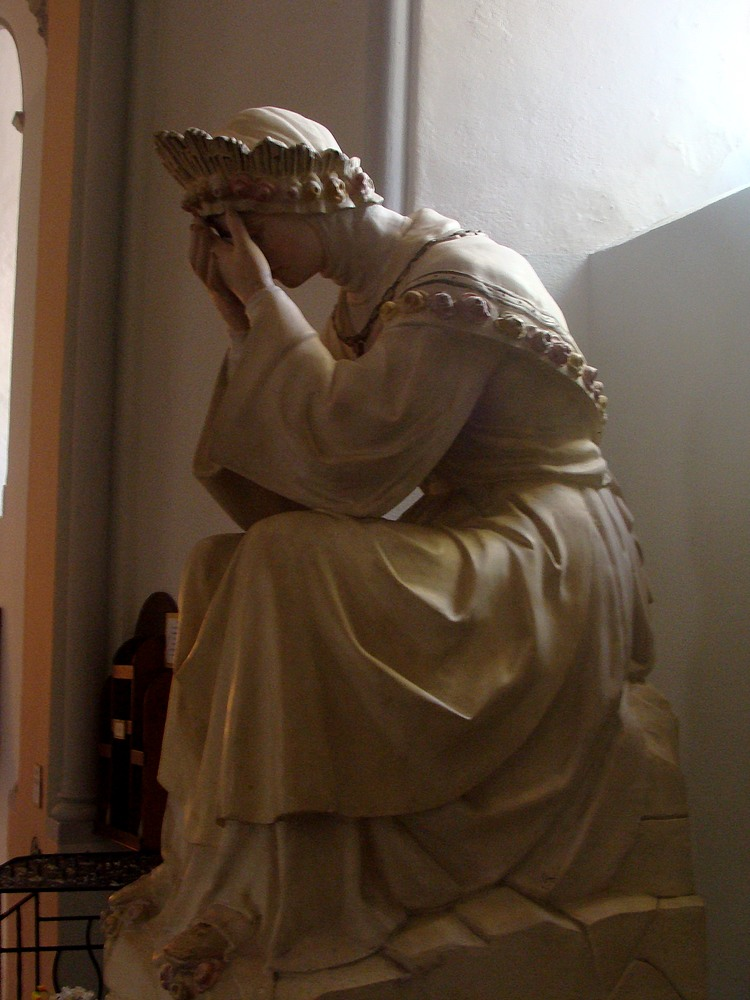
Wenende Maria
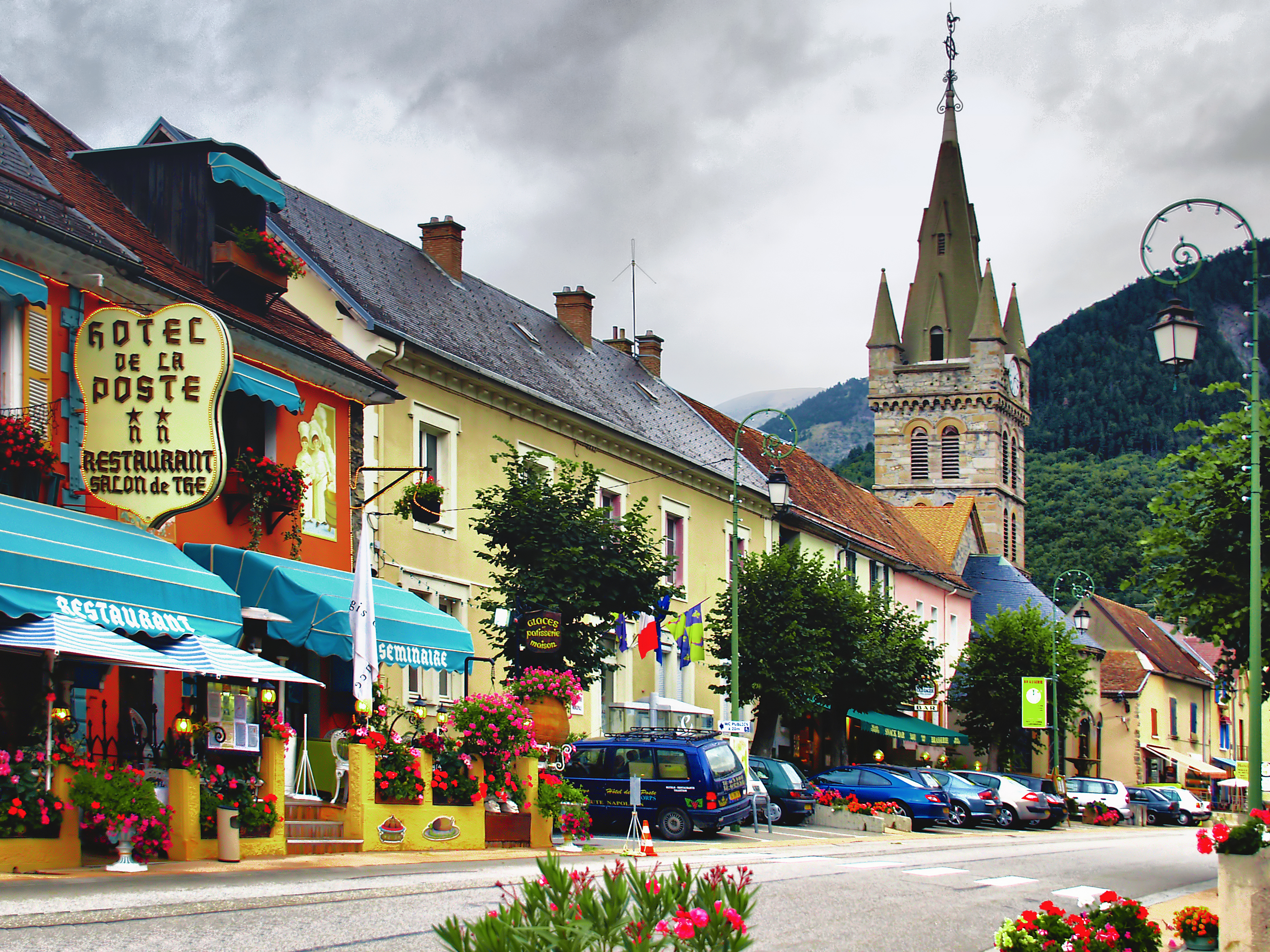
Centrum
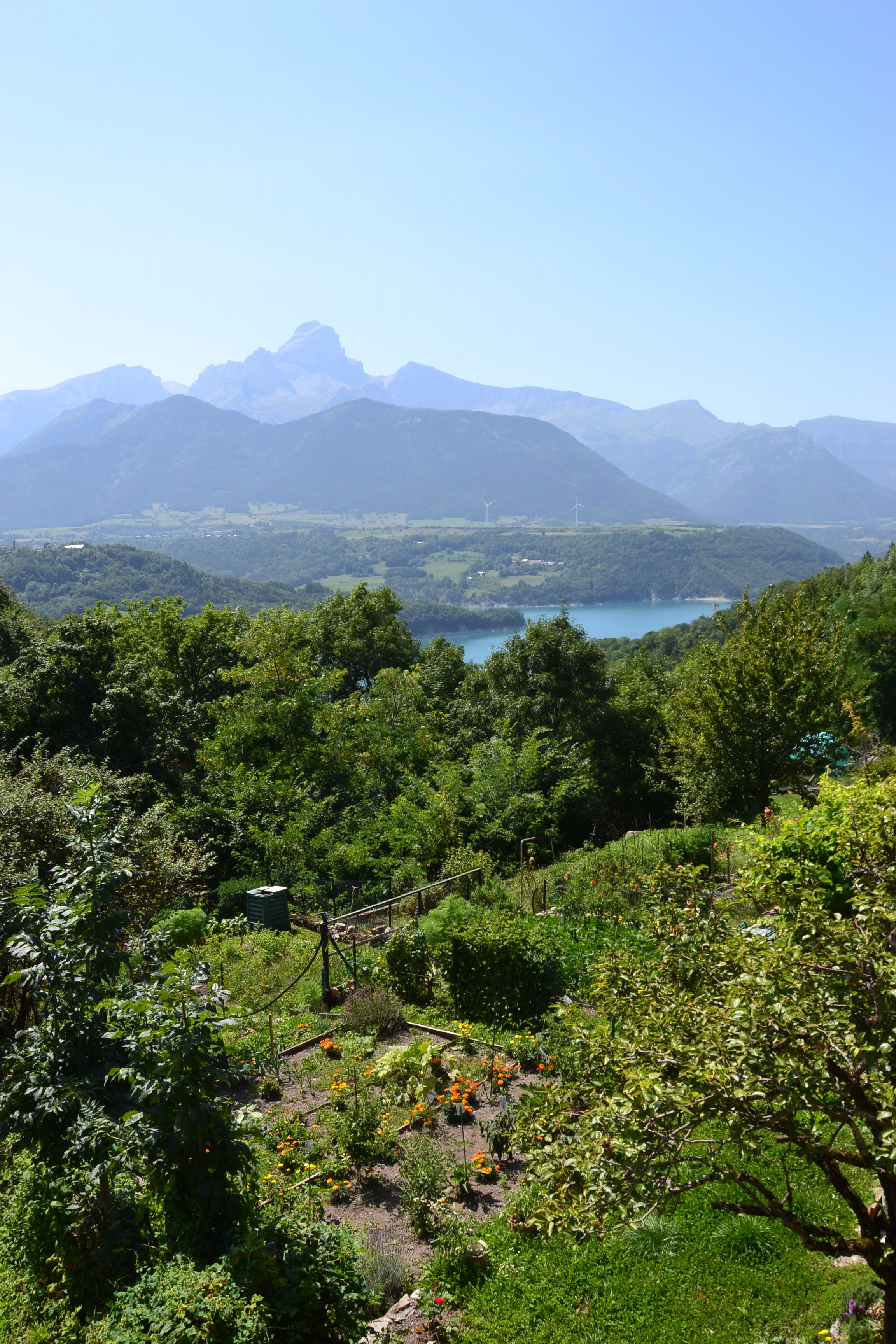
Gezicht op het Lac du Sautet